# Fenchona
Fenchona es un producto natural compuesto orgánico clasificado como monoterpeno y una cetona. Es un líquido aceitoso incoloro. Tiene una estructura y un olor similar a las de alcanfor.
Es un constituyente de la absenta y del aceite esencial de hinojo. Se utiliza como un saborizante en los alimentos y en perfumería.